# Az ember, aki túl keveset tudott
„...de azt is rosszul”
Az ember, aki túl keveset tudott (eredeti cím: The Man Who Knew Too Little) 1997-ben bemutatott amerikai vígjáték, ami egy kémügyekbe keveredő átlagember botladozásairól szól. A cím utalás az Alfred Hitchcock rendezte Az ember, aki túl sokat tudott című krimire. A főhőst Bill Murray játssza. A film költségvetése 20 000 000 dollár volt.

## Cselekmény
|  | Alább a cselekmény részletei következnek! |

Az igencsak csetlő-botló Wallace Ritchie úgy dönt, hogy születésnapján meglátogatja öccsét, James-t, aki Londonban üzletemberként dolgozik. James nem számít a látogatásra, mivel aznap este fontos befektetőket lát vendégül; hogy Wallace-t szórakoztassa, egy interaktív improvizációs színház vállalkozás, az „Élet Színház” előadásába fizeti be, amely azt ígéri, hogy a résztvevőt egy bűnügyi dráma szereplőjeként kezeli, ami valóságos, külső helyszíneken játszódik. Itt a vendég egy előre elkészült forgatókönyv szerinti történet aktív résztvevőjévé és főszereplőjévé válik.
Mielőtt az éjszaka elkezdődik, James átad Wallace-nak egy pár Ambassador szivart, hogy később majd ünnepélyesen elszívhassák.
A színházi „előadás” cselekménye egy nyilvános telefonfülkébe érkező hívással indul. Wallace felveszi a kagylót és véletlenül egy valódi bérgyilkosnak szánt telefonhívásra válaszol ugyanazon a telefonfülkében, amelyet az Élet Színháza is használ az előadásához. A kapcsolattartó, Sir Roger Daggenhurst összetéveszti Wallace-t Spencerrel, az általa felbérelt bérgyilkossal, és Wallace a továbbiakban ezt a személyazonosságot használja, mert azt gondolja, hogy a „Spencer” név a szerepéhez tartozik.
Az igazi Spencer felveszi a Wallace-nak szánt telefonhívást, és megöli az egyik színészt, ami rendőrségi nyomozást indít. 
Daggenhurst, az asszisztense, Hawkins, a brit védelmi miniszter, Gilbert Embleton, és egy Szergej nevű orosz kém azt tervezik, hogy egy brit és orosz méltóságok közötti vacsora során felrobbantanak egy robbanószerkezetet (egy Matrjoska babába rejtve), hogy újra fellángoljon a hidegháború és lecseréljék az elöregedő technológiát és a hatalmon lévő személyeket.
Végig abban a hitben, hogy az Élet Színházában játszik, Wally találkozik Lorival, Embleton call girl-jével. Lori azt tervezi, hogy jelentős összegű pénzt zsarol Embletontól a cselekményt részletező levelek segítségével. Spencert felbérelték, hogy likvidálja őt és semmisítse meg a leveleket. Wallace elijeszti Embletont, amikor megérkezik, hogy megkeresse őket, és elkergeti Spencert. Attól tartva, hogy a tervük lelepleződik, Daggenhurst felbérel még két bérgyilkost, míg Szergej felbérli Borisz „Mészáros” Blavaskyt, aki orosz kém, hogy likvidálja „Spencert”. Borisznak sikerül megölnie az igazi Spencert, de Wallace és Lori visszatérnek és visszaszerzik a leveleket.
Spencer kommunikátorát használva Wallace megemlíti, hogy „a nagykövetek 11:59-kor” gyújtanak rá, utalva James szivarjaira. Mivel azt hiszik, hogy a szavak a merényletre utalnak, mindkét fél azt hiszi, hogy a férfi egy amerikai kém, aki rájött a tervükre. Daggenhurst 3 millió angol fontot ajánl fel Wallace-nak és Lorinak a levelekért cserébe, amelyeket ugyanabban a szállodában cserélnek ki, ahol a vacsora is zajlik. Ez egy csel, hogy mindkettőjüket elfogják és megöljék. Wallace mindeközben közel kerül „játszótársához”, Lorihoz, aki bevallja, hogy szívesen tanulna színészetet, ha a mostani nap után kifizetik őket.
Wallace felveszi a kapcsolatot Jamesszel, és azt mondja neki, hogy találkozzon vele a szállodában - nem sokkal később James látja az esti híreket, amelyekben arról számolnak be, hogy Wallace meggyilkolt egy színészt, és a rendőrség keresi őt, ami arra készteti Jamest, hogy lemondja az üzleti vacsorát. Wallace-t és Lorit elfogják és fogva tartják. Borisz a kínzást választja Dr. Ludmilla Kropotkin által, de Wallace és Lori elválnak és megszöknek, mielőtt a nő megérkezik. James-t elfogják, és Dr. Kropotkin kínozni kezdi. Wallace elmenekül a bérgyilkosok elől, és a nagyköveteknek fellépő orosz néptáncosok csoportjában találja magát. A műsor során meglátja a Matrjoska-baba bombát, akaratlanul hatástalanítja másodpercekkel a robbanás előtt, egyúttal elhárítja Borisz mérgezett nyilát, és rögtönzött kozák táncával nagy sikert arat.
Miután rájönnek, hogy a tervük kudarcot vallott, és a bomba nem robbant fel, Szergej és Daggenhurst elővesznek két táskát, amelyekben a Wallace-nak és Lorinak ígért 3 millió font van, és szabadon engedik Jamest, aki a kínzás után kimerült, de egyébként jól van. Borisz gratulál Wallace-nak lenyűgöző ügyességéhez, egy emlékpisztolyt ad neki, és közli vele, hogy inkább folytatni fogja a hentesüzletét. Szergej és Daggenhurst megpróbálnak megszökni a pénz felével, és felfedezik Wallace babáját, amelyről azt hiszik, hogy csak egy átlagos baba, amit ő választott magának. Ez tévedésnek bizonyul, amikor átállítják a babát, újra aktiválják a bombát és az felrobbantja őket, éppen akkor, amikor Wallace és Lori csókolóznak.
Nem sokkal később, egy egzotikus tengerparton Wally akaratlanul ártalmatlanná tesz egy kémet, ezzel sikeresen teljesíti egy ismeretlen amerikai kémcsoport tesztjét. Mivel úgy vélik, hogy képes lenne csúcsügynökké válni, felajánlják neki, hogy kerüljön a csapatba. Mivel ő azt hiszi, hogy filmsztárt akarnak belőle csinálni, Wallace elfogadja az ajánlatot.
|  | Itt a vége a cselekmény részletezésének! |

## Szereplők
| Szerep                   | Színész           | Magyar hang     |
| ------------------------ | ----------------- | --------------- |
| Wallace 'Wally' Ritchie  | Bill Murray       | Harsányi Gábor  |
| James 'Jimmy' Ritchie    | Peter Gallagher   | Háda János      |
| Lorelei 'Lori'           | Joanne Whalley    | Vándor Éva      |
| Borisz 'Hentes' Blavasky | Alfred Molina     | Csuja Imre      |
| Sir Roger Daggenhurst    | Richard Wilson    | Versényi László |
| Gilbert Embleton         | John Standing     | Tolnai Miklós   |
| Szergej                  | Nicholas Woodeson | Albert Péter    |
| Dr. Ludmilla Kropotkin   | Geraldine James   | Némedi Mari     |

## Fordítás
- Ez a szócikk részben vagy egészben  a   The Man Who Knew Too Little című angol Wikipédia-szócikk fordításán alapul.  Az eredeti cikk szerkesztőit annak laptörténete sorolja fel. Ez a jelzés csupán a megfogalmazás eredetét és a szerzői jogokat jelzi, nem szolgál a cikkben szereplő információk forrásmegjelöléseként.